# Ricardo López Jordán
Pour les articles homonymes, voir Ricardo López, López et Jordán (homonymie).
Ricardo Ramón López Jordán (fils) (Paysandú, Uruguay, août 1822 – Buenos Aires, 22 juin 1889) était un chef militaire et homme politique argentin. Il fut un des derniers caudillos à exercer une influence politique dans son pays. À trois reprises, il se rebella contre le gouvernement de Buenos Aires, mais échoua à chacune de ses tentatives.